# Надра

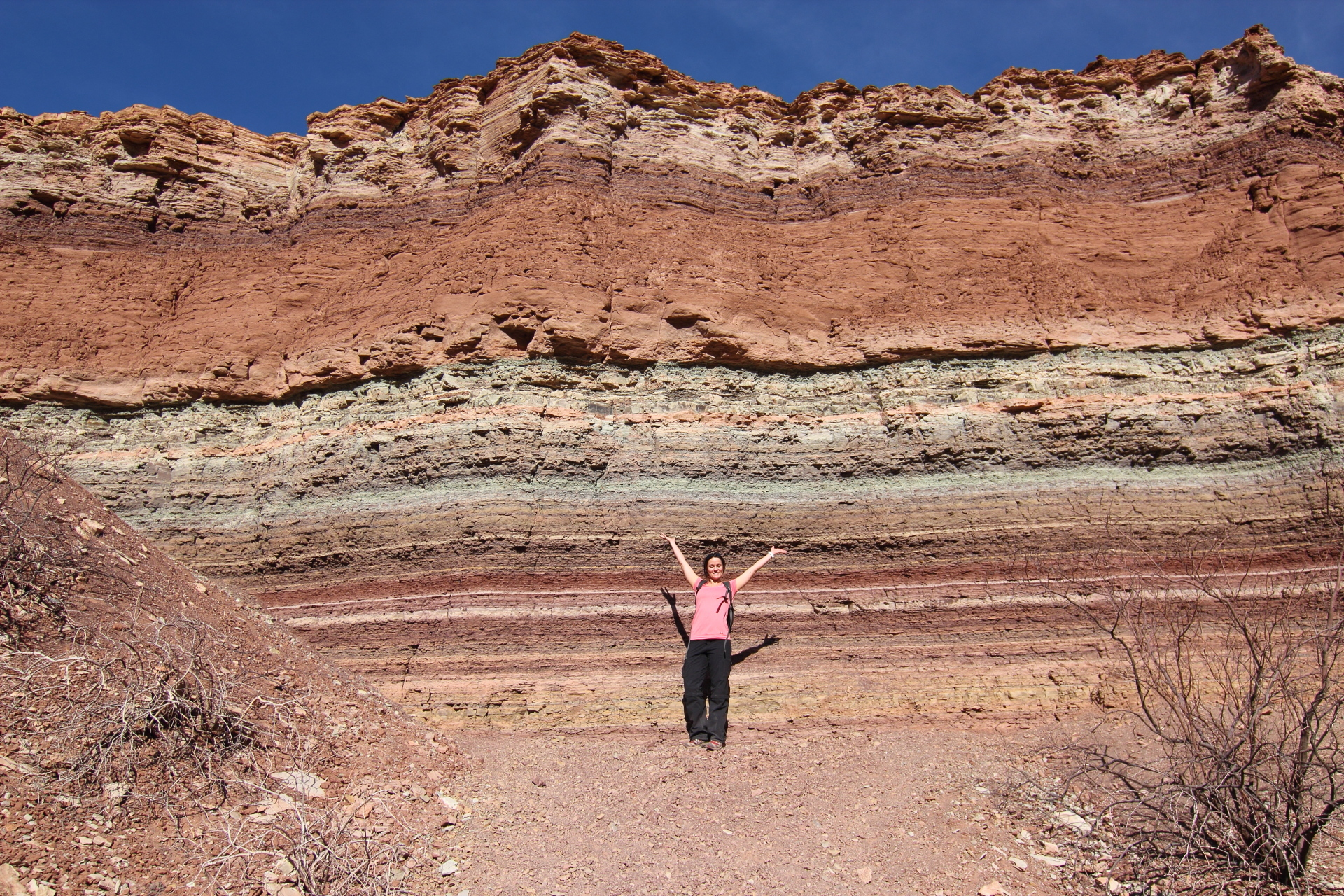
На́дра

На́дра у широкому розумінні земна кора, мантія та ядро Землі (або іншого космічного тіла).
У вузькому розумінні — верхня частина земної кори (в тому числі і під Світовим океаном), що розташована під поверхнею суші та дном водоймищ і простягається до глибин, доступних для геологічного вивчення та освоєння.

## В Україні
В Україні надра є виключною власністю народу України і надаються тільки у користування. Користувачами надр в Україні можуть бути підприємства, установи, організації, громадяни України, а також іноземні юридичні особи та громадяни.